# Aquae in Proconsulari
Aquae in Proconsulari (łac. Dioecesis Aquensis in Proconsulari) – stolica historycznej diecezji w Cesarstwie Rzymskim (prowincja Africa Proconsularis), współcześnie w Tunezji. Wzmiankowana w V wieku, podlegała patriarchatowi Kartaginy. Od 1933 katolickie biskupstwo tytularne.

## Biskupi tytularni
| Lp. | Biskup                | Funkcja                                                          | Od                | Do                |
| --- | --------------------- | ---------------------------------------------------------------- | ----------------- | ----------------- |
| 1   | José Fernandes Veloso | biskup pomocniczy Petrópolis (Brazylia)                          | 23 marca 1966     | 26 listopada 1981 |
| 2   | Selim al-Sajegh       | biskup pomocniczy łacińskiego patriarchatu Jerozolimy (Holandia) | 26 listopada 1981 |                   |